# Nick Richards

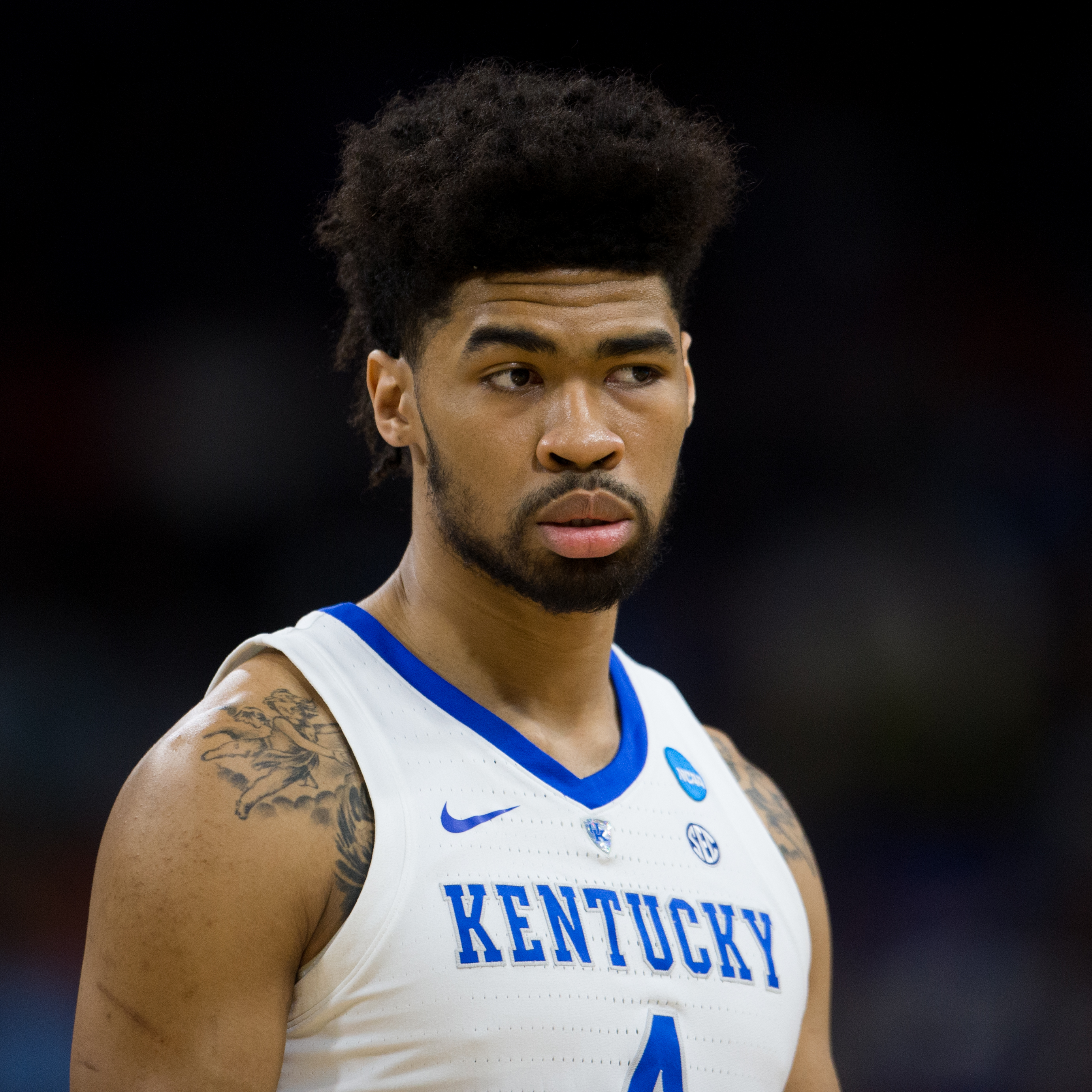
Nick Richards, 2019.

Nicholas "Nick" Richards, född 29 november 1997 i Kingston, är en jamaicansk professionell basketspelare (C) som spelar för Phoenix Suns i National Basketball Association (NBA). Han har tidigare spelat för Charlotte Hornets.
Richards draftades av New Orleans Pelicans i andra rundan i 2020 års draft som 42:a spelare totalt.
Innan han blev proffs studerade Richards vid University of Kentucky och spelade för universitetets idrottsförening Kentucky Wildcats.